# Шаншиев, Николай Александрович
Ша́ншиев Никола́й Алекса́ндрович (1862 — 1933?) — русский генерал-майор, участвовал в Великой войне 1914—1918 годов и Гражданской войне 1918—1922 годов

## Биография
Дворянин.
Образование получил во 2-й Московской военной гимназии.
15 августа 1880 — вступил в службу.
1882 — окончил 3-е Александровское военное училище. Выпущен из юнкеров в Лейб-Гренадерский Эриванский Его Величества полк.
7 августа 1882 — Подпоручик.
7 августа 1886 — Поручик.
15 апреля 1895 — Штабс-капитан.
15 марта 1898 — Капитан.
26 февраля 1905 — Подполковник.
6 декабря 1911 — Полковник.
на 18 августа 1914 — в должности Помощника Командира полка по строевой части
Генерал-майор с 1915 г.
Командовал ротой в течение 9 лет 9 месяцев. Участник Первой мировой войны.
Сентябрь-октябрь 1914 — в составе полка принимал участие в боях Кавказской гренадёрской дивизии в Восточной Пруссии (в частности, руководил действиями полка 21 сентября 1914 при Ганче, был ранен).
Ноябрь 1914 — принимал участие в боях на Варшавском направлении.
Март 1915 — принимал участие в боях под Праснышем.
2 апреля 1915 — приказом по 1-й армии назначен командиром Лейб-Гренадерского Эриванского Его Величества полка.
19 апреля 1915 — назначен командиром 8-го пехотного Эстляндского полка.
В конце 1917 на Румынском фронте.
Декабрь 1917 — уехал с фронта в Тифлис, куда прибыл в феврале 1918. Проживал в Тифлисе.
Май 1919 — отправился в Добровольческую армию. Был зачислен в резерв чинов.
Май 1920 — назначен председателем Военно-Судной комиссии при 13-й пехотной дивизии, в каковой должности состоял до эвакуации.
30 октября 1920 — покинул Россию, был эвакуирован в Котор.
1922—1924 — проживал в Пачире в сильной нужде при подорванном здоровье.
Работал сторожем на сахарном заводе в селе Червская.
До 1933 оставался в Королевство Югославия. Дальнейшая судьба неизвестна.